# Gargano
Der Gargano [gar'gaːno] ist ein nördliches Vorgebirge Apuliens an der Ostküste Italiens. Die in die Adria hineinragende Halbinsel wird auch als der Sporn des italienischen Stiefels bezeichnet. Das Gebiet ist etwa 2015 km² groß. Höchste Erhebung ist der Monte Calvo (1056 m). In der Verwaltung wird der Gargano der Provinz Foggia zugeordnet, die in der Region Apulien liegt. Zwei Süßwasserseen, der Lago di Lesina und der Lago di Varano, sind Teil des landschaftlich sehr reizvollen Gebietes. Der Nationalpark Gargano, mit der Foresta Umbra, bietet Besuchern interessante Einblicke in das Leben von Wildtieren. Dort gedeihen neben Buchen, Eichen und Ahorn auch 60 Prozent der europäischen Orchideenarten. In Gehegen werden die letzten 100 Garganischen Rehböcke vor dem Aussterben bewahrt.
Bekannt wurde der Gargano in jüngerer Zeit durch den Kapuziner Pio von Pietrelcina, dem zahlreiche Wunder zugeschrieben werden. Pater Pio wirkte in San Giovanni Rotondo am Südfuß des Gargano. Trotz anhaltenden Kontroversen um Persönlichkeit und Wirken ist der Ort eine beliebte Wallfahrtsstätte. 2004 wurde eine eigene Wallfahrtsbasilika errichtet.
Bereits seit dem frühen Mittelalter stellt die Ortschaft Monte Sant’Angelo als Anziehungspunkt für zahlreiche Pilger, darunter Kaiser, Päpste, Kreuzritter und zahlreiche Heilige (u. a. Franz von Assisi) bis hinauf in unsere heutige Zeit (u. a. Papst Johannes Paul II.) ein besonderes Schmuckstück auf dem Monte Gargano dar. Die Michaelsgrotte dort (UNESCO-Weltkulturerbe) ist das älteste Michaelsheiligtum des Abendlandes und vermag auch heute noch ihre Besucher zu beeindrucken.
Die Isole Tremiti, bestehend aus drei der Küste vorgelagerten Inseln mit der Größe von zusammen 3 km², werden ebenfalls dem Gargano zugerechnet.

## Gemeinden
- Cagnano Varano
- Carpino
- Ischitella
- Lesina
- Manfredonia
- Mattinata
- Monte Sant’Angelo
- Peschici
- Rignano Garganico
- Rodi Garganico
- San Giovanni Rotondo
- San Marco in Lamis
- San Menaio
- San Nicandro Garganico
- Siponto
- Vico del Gargano
- Vieste

## Paläozoologie
Der Gargano ist in der Paläozoologie bekannt für seine besonderen fossilen Nachweise ausgestorbener Wirbeltiere. Eine bis zum mittleren Miozän bestehende Landbrücke zwischen Gargano und dem Festland sank vor etwa 14,8 Millionen Jahren. Die Wirbeltierfauna war auf der entstandenen Insel infolgedessen 7 Millionen Jahre vom Festland isoliert und entwickelte einen hohen Reichtum an Endemiten sowie einige Beispiele für Inselgigantismus.
Folgende Gattungen und Arten waren auf der Paläo-Insel Gargano beheimatet (Auswahl):
- Deinogalerix (fünf Arten): Gattung aus der Familie der Rattenigel, deren rezente Vertreter nur noch in Ost- und Südostasien heimisch sind.
- Hoplitomeryx (mehrere Arten): Hirsch-ähnliche Paarhufer aus der ebenfalls ausgestorbenen Familie der Hoplitomerycidae mit fünf Hörnern und verlängerten Eckzähnen
- Prolagus imperialis: großer Verwandter der rezenten Pfeifhasen
- Garganornis ballmanni: sehr großer, vermutlich flugunfähiger Gänsevogel
- Tyto gigantea: großer Vertreter der Schleiereulen

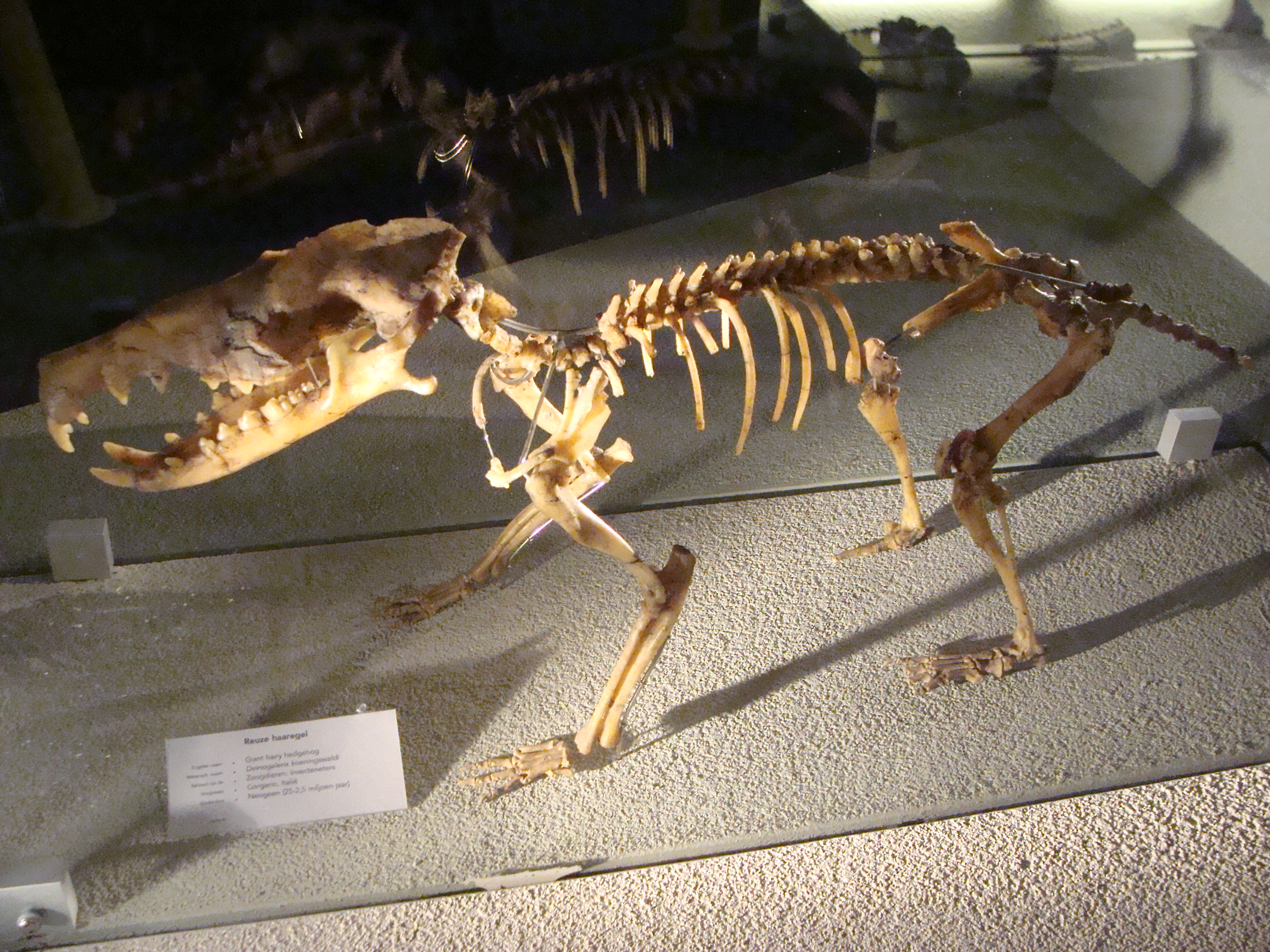
Deinogalerix koenigswaldi
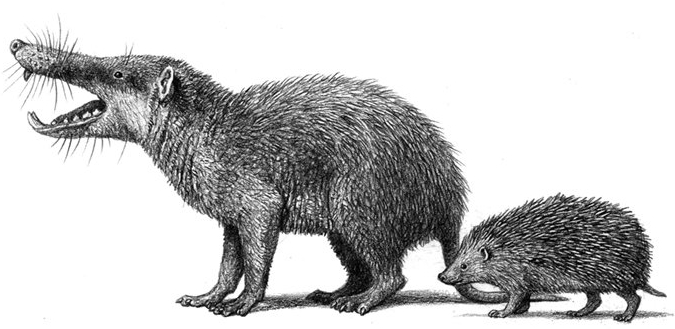
Rekonstruktion von Deinogalerix im Größenvergleich mit Braunbrustigel
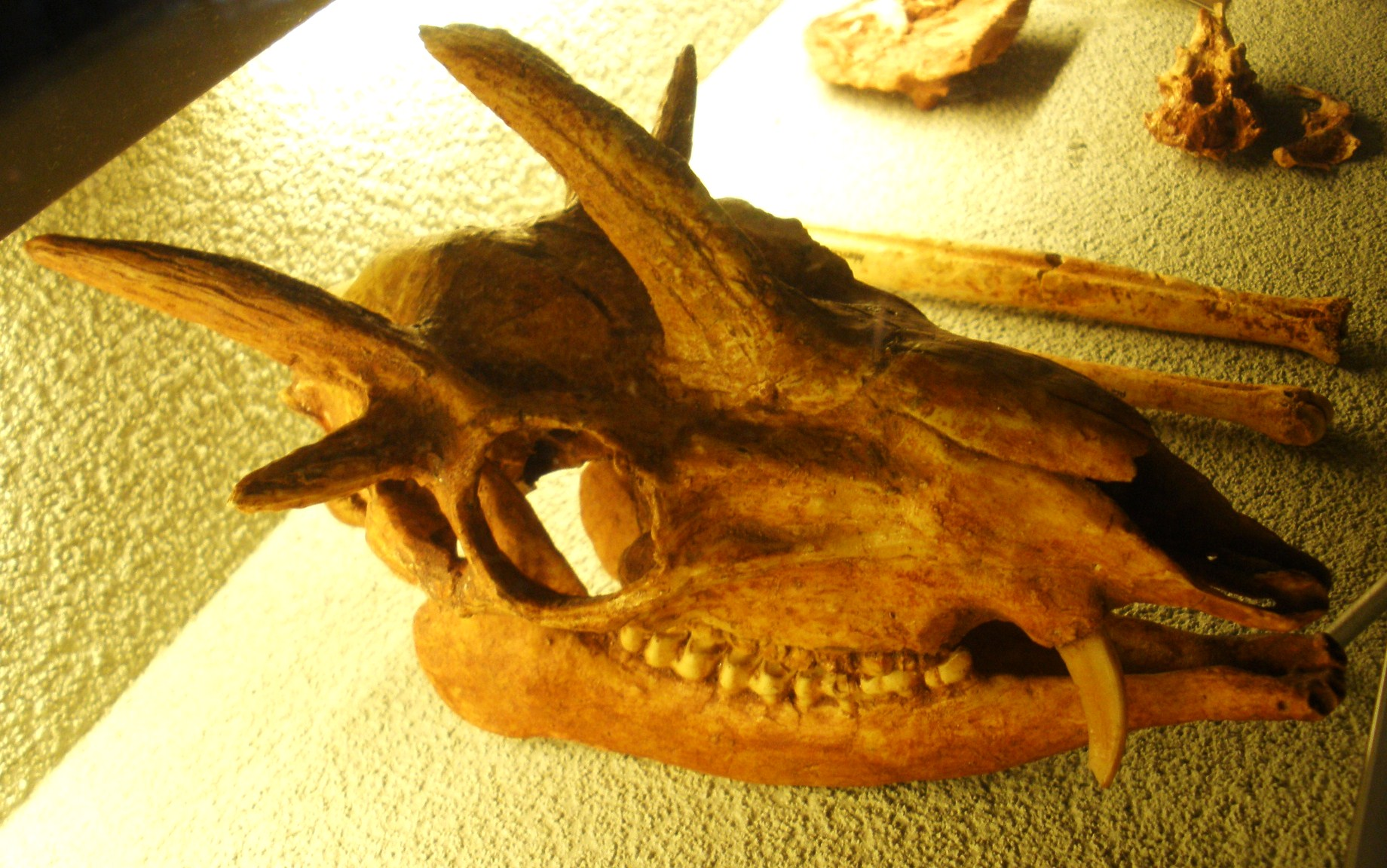
Hoplitomeryx matthei
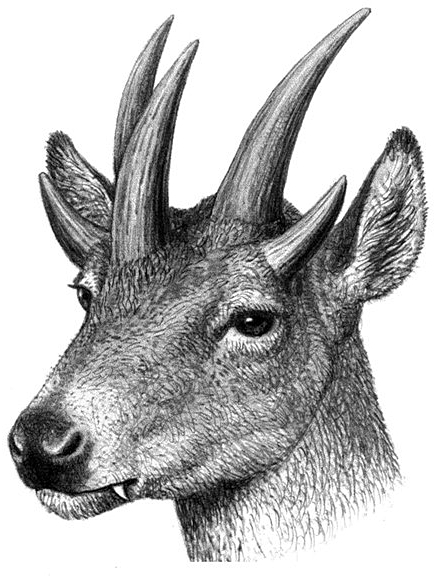
Rekonstruktion von Hoplitomeryx
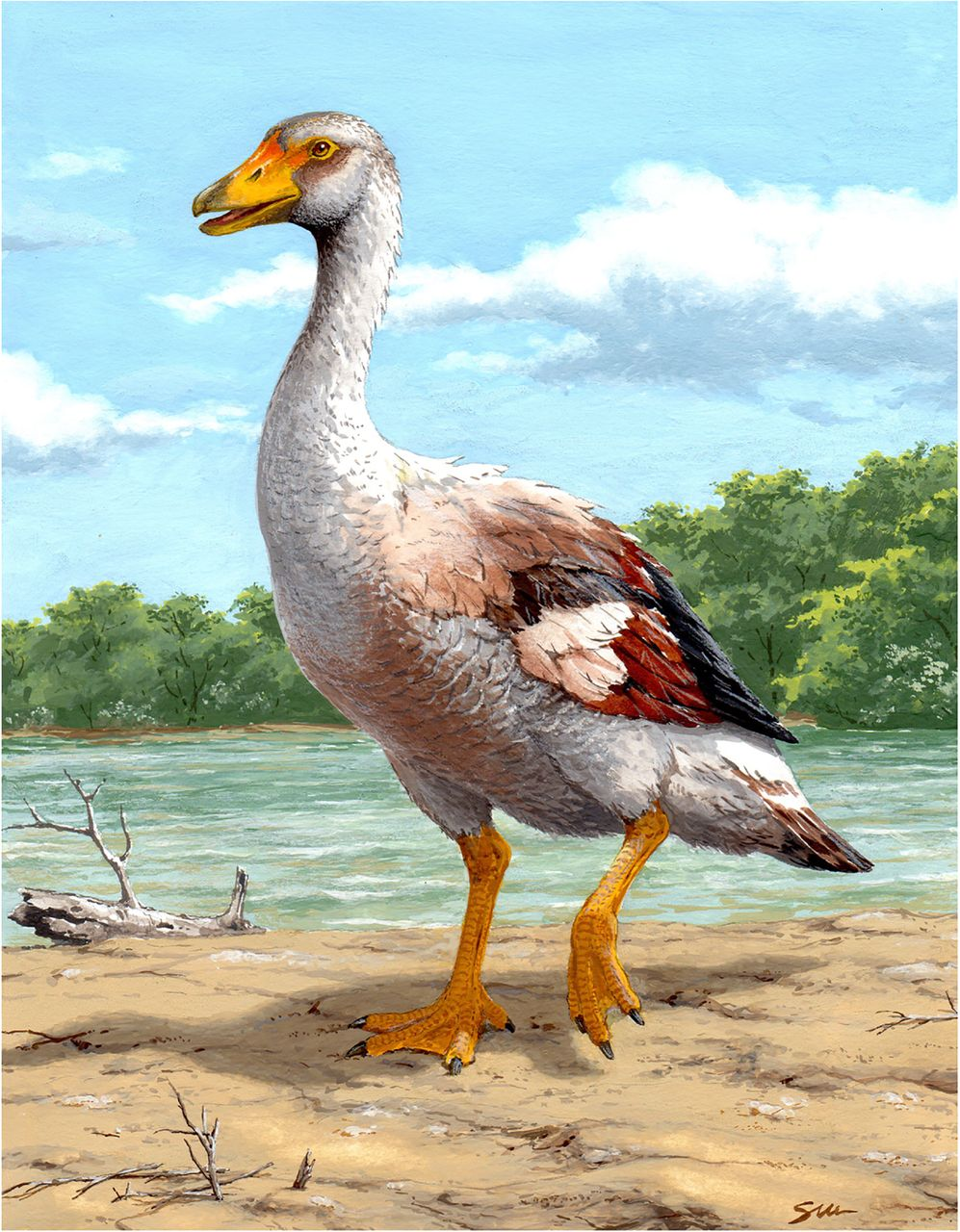
Rekonstruktion von Garganornis ballmanni

## Bilder

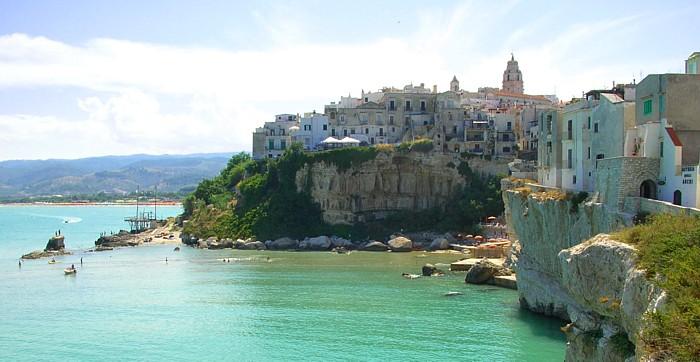
Vieste
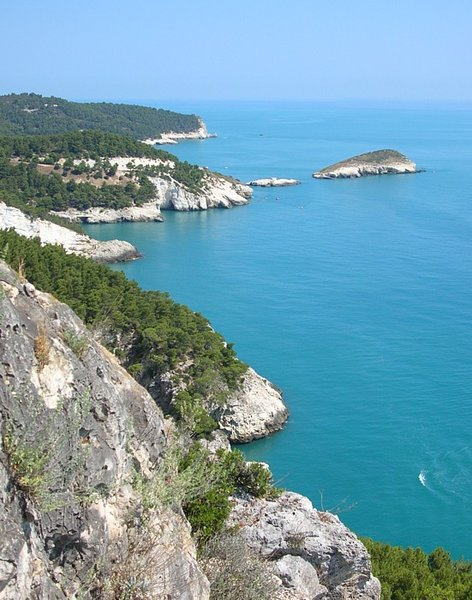
Küste bei Vieste
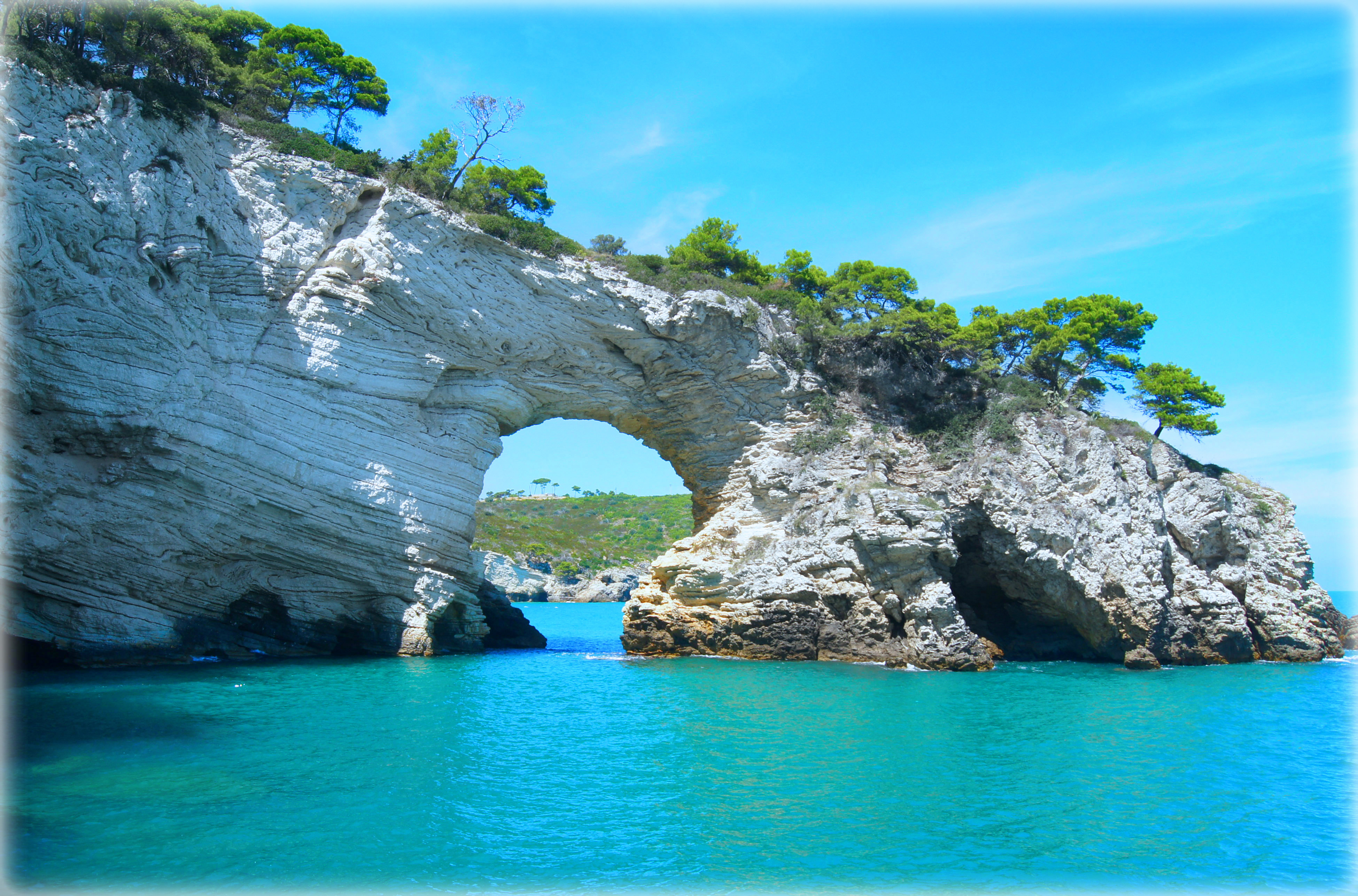
Architello del Gargano bei Vieste
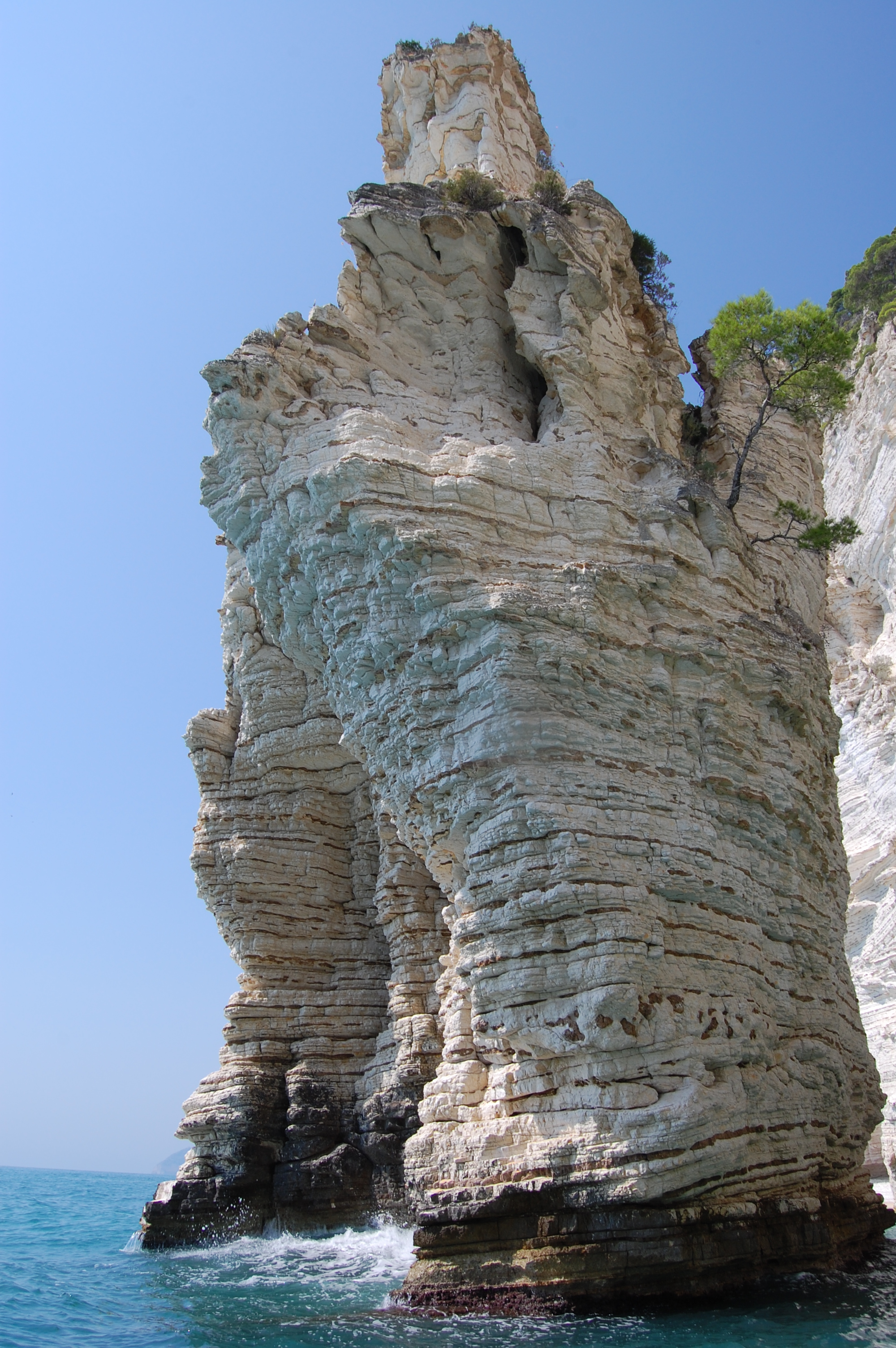
Faraglione
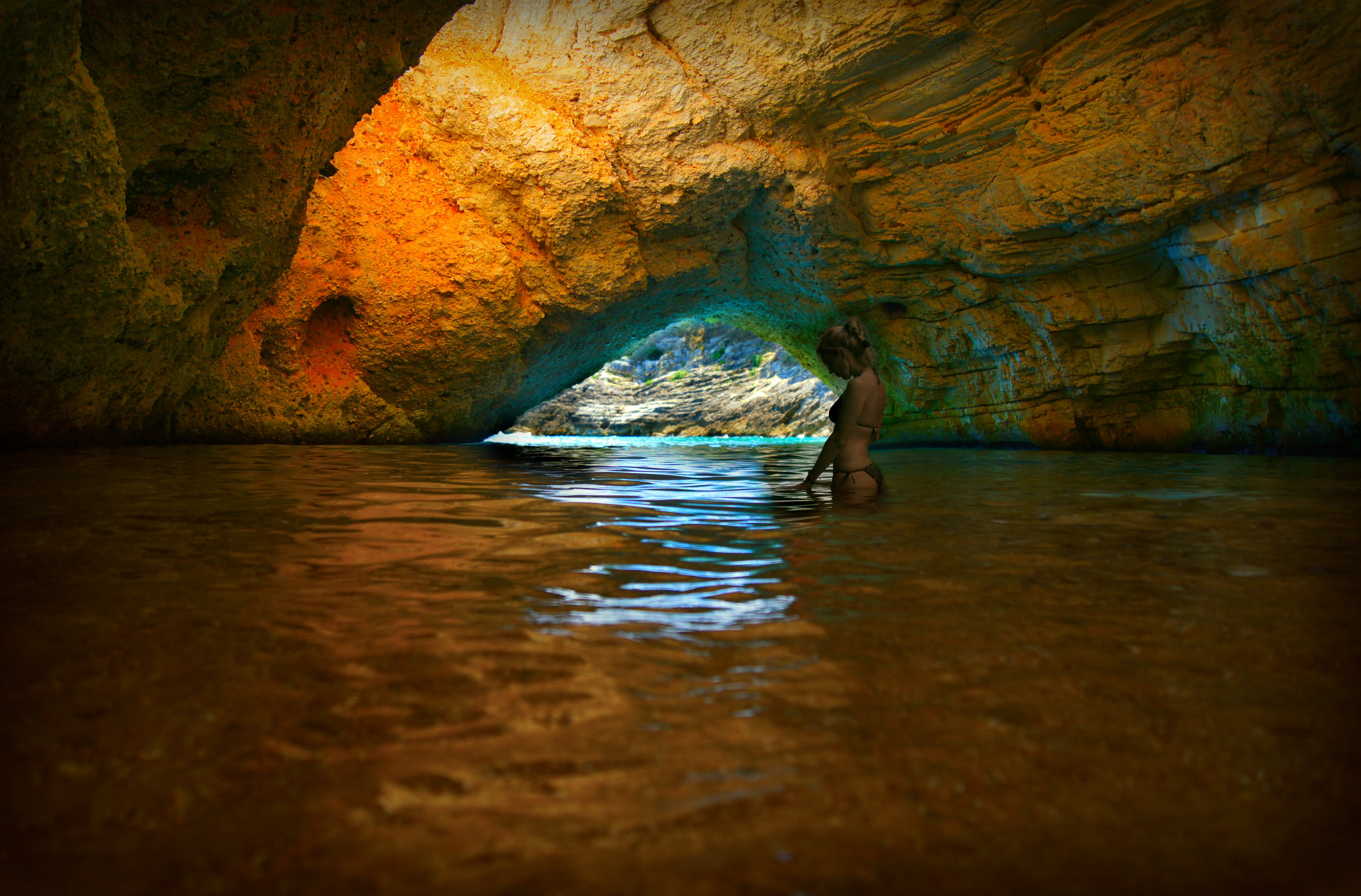
Grotta dei due occhi
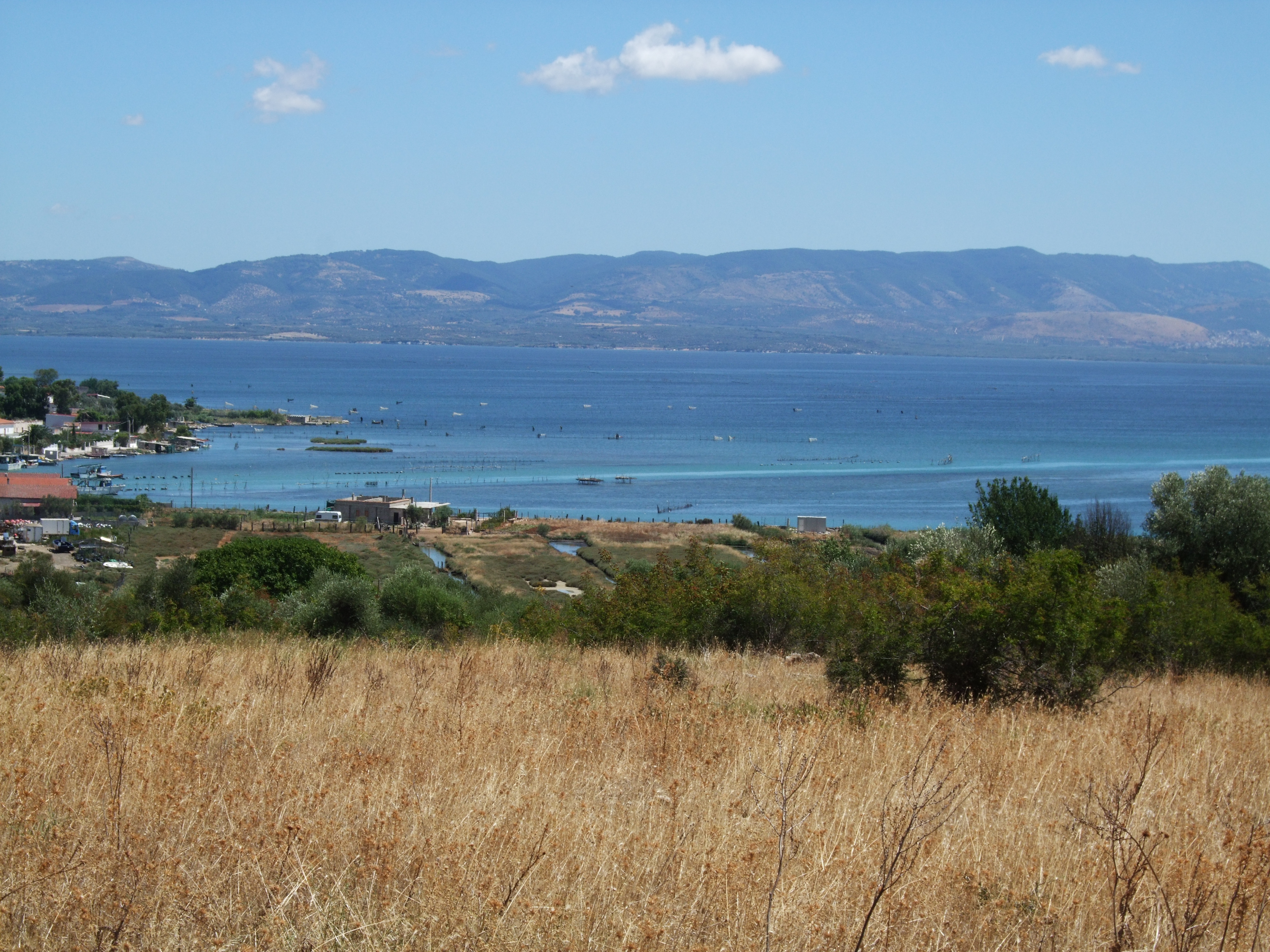
Lago di Varano
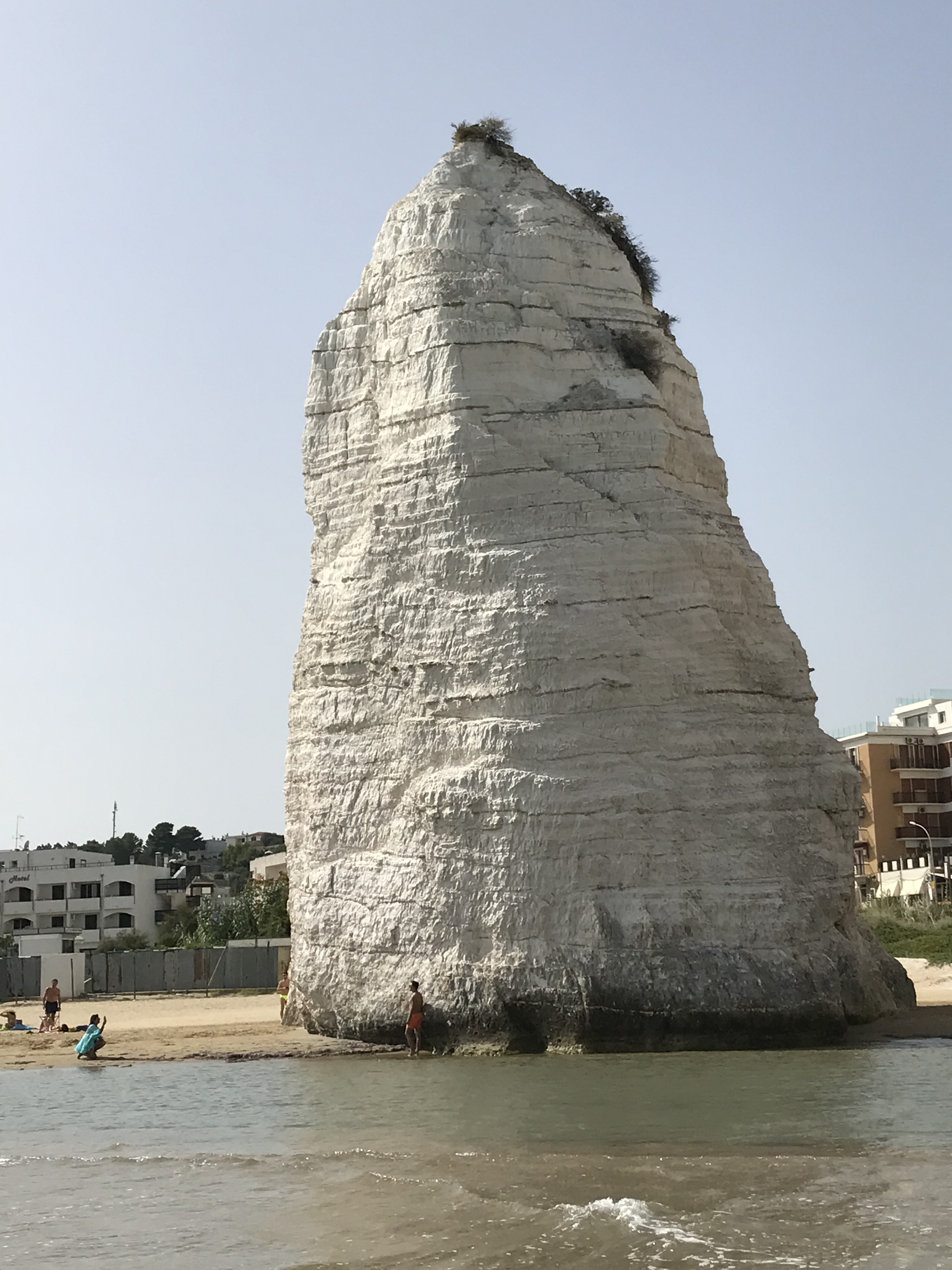
Brandungspfeiler Pizzomunno